# Hahnodon
Hahnodon («зуб Хана») — викопний рід ссавцеподібних з ранньокрейдової формації Ксар Метлілі в Марокко. Хоча спочатку вважався відносно раннім представником вимерлої клади Multituberculata, останні дослідження показують, що це натомість хараміїд.

## Викопні рештки та поширення
Hahnodon taqueti базується на одному нижньому молярі, знайденому в шарах нижньої крейди в Марокко.